# Kashyapa (bouddha)

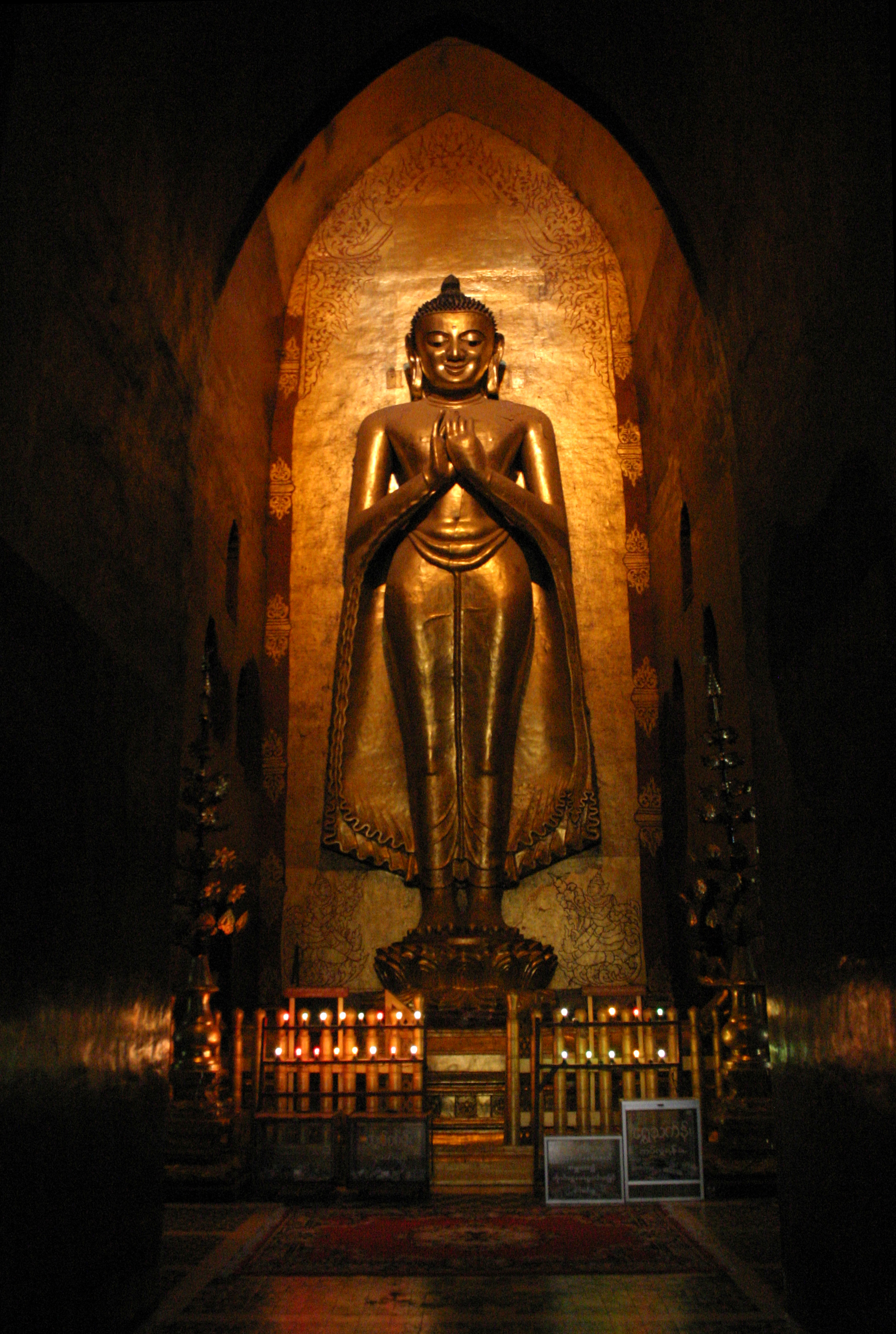
la statue du Bouddha Kassapa, temple Ananda à Bagan, Myanmar.

Kashyapa (en sanskrit, en pali: kassapa) est le nom propre d'un des sept bouddhas antiques qui ont précédé Gautama Buddha, le bouddha historique. Kashyapa a plusieurs sens et désigne aussi un des dix des plus importants disciples de Gautama, connu aussi sous le nom de Mahakashyapa.